# د چینسموکرز
دِ چینسموکرز (انگلیسی: The Chainsmokers) نام گروه دی‌جی دونفره آمریکایی است که اعضای آن اندرو تاگارت و الکس پال هستند. این دو در سال ۲۰۱۴ با تک‌آهنگ «#سلفی» به موفقیتی جهانی دست پیدا کردند. آهنگی که در ۱۰۰ آهنگ داغ بیلبورد رتبه ۱۶ و در جدول تک‌آهنگ‌های بریتانیا رتبه ۱۱ را بدست آورد.
چندین تک‌آهنگ آن‌ها مثل «رزها» و «نذار سقوط کنم» در ۱۰ تک‌آهنگ برترِ ۱۰۰ آهنگ داغ قرار گرفتند. آن‌ها اولین آلبوم چندآهنگه خود، یعنی «دسته گل» را در اکتبر ۲۰۱۵ پخش کردند. تک‌آهنگ نزدیک‌تر که همراه با هالزی خوانده شده‌است اولین آهنگ شماره یک آن‌ها هم در ۱۰۰ آهنگ داغ بیلبورد و هم در جدول تک‌آهنگ‌های بریتانیا شد.

## اعضا

### الکس پال
الکساندر "الکس" پال در ۱۶ می ۱۹۸۵ به دنیا آمد و در شهرستان وستچستر نیویورک بزرگ شد. مادرش خانه دار و پدرش دلال هنری است.

### اندرو تاگارت
اندرو "درو" تاگارت در ۳۱ دسامبر ۱۹۸۹ به دنیا آمد و در فریپورت مین بزرگ شد. مادرش معلم است و پدرش فروشنده اعضای بدن مصنوعی است.  در ۱۵سالگی و در آرژانتین به موسیقی رقص الکترونیک روی آورد و با هنرمندانی هم چون دیوید گوئتا، دفت پانک و ترنتمولر آشنا شد. 

## ترانه‌شناسی

### آلبوم‌های چندآهنگه
| عنوان   | جزئیات                                                                  | بهترین جایگاه در جدول | بهترین جایگاه در جدول | بهترین جایگاه در جدول |
| عنوان   | جزئیات                                                                  | ایالات متحده          | ایالات متحده رقص      | ایالات متحده هیت      |
| ------- | ----------------------------------------------------------------------- | --------------------- | --------------------- | --------------------- |
| دسته گل | - تاریخ انتشار: ۲۳ اکتبر ۲۰۱۵ - ناشر: دیسروپتر - فرمت‌ها: دانلود دیجیتال | ۳۱                    | ۲                     | ۴                     |

### تک‌آهنگ‌ها
| عنوان                                                                    | سال  | بهترین جایگاه در جدول | بهترین جایگاه در جدول | بهترین جایگاه در جدول | بهترین جایگاه در جدول | بهترین جایگاه در جدول | بهترین جایگاه در جدول | بهترین جایگاه در جدول | بهترین جایگاه در جدول | بهترین جایگاه در جدول | بهترین جایگاه در جدول | گواهی‌نامه | آلبوم   |
| عنوان                                                                    | سال  | ایالات متحده          | ایالات متحده رقص      | استرالیا              | اتریش                 | کانادا                | دانمارک               | هلند                  | نروژ                  | سوئد                  | بریتانیا              | گواهی‌نامه | آلبوم   |
| ------------------------------------------------------------------------ | ---- | --------------------- | --------------------- | --------------------- | --------------------- | --------------------- | --------------------- | --------------------- | --------------------- | --------------------- | --------------------- | --- | ------- |
| "پاک کن" (به همراه پریانکا چوپرا)                                        | ۲۰۱۲ | —                     | —                     | —                     | —                     | —                     | —                     | —                     | —                     | —                     | —                     | | —       |
| "تازه‌کار"                                                                | ۲۰۱۳ | —                     | —                     | —                     | —                     | —                     | —                     | —                     | —                     | —                     | —                     | | —       |
| "سلفی"                                                                   | ۲۰۱۴ | ۱۶                    | ۱                     | ۳                     | ۱۶                    | ۱۳                    | ۹                     | ۱۲                    | ۳                     | ۲                     | ۱۱                    | - آرآی‌ای‌ای: پلاتین - ای‌آرآی‌ای: پلاتین - بی‌پی‌آی: نقره - GLF: 3× Platinum - MC: Platinum                                             | —       |
| "کانیه" (به همراه سایرن دوبل اکس)                                        | ۲۰۱۴ | —                     | ۱۴                    | —                     | —                     | —                     | —                     | —                     | —                     | —                     | —                     | | —       |
| "می‌گذارم بروی" (به همراه گریت گود فاین اوکی)                             | ۲۰۱۵ | —                     | ۲۳                    | —                     | —                     | —                     | —                     | —                     | —                     | —                     | —                     | | —       |
| "نیت خوب" (به همراه بولی سانگز)                                          | ۲۰۱۵ | —                     | —                     | —                     | —                     | —                     | —                     | —                     | —                     | —                     | —                     | | دسته گل |
| "رزها" (به همراه رزز)                                                    | ۲۰۱۵ | ۶                     | ۱                     | ۵                     | ۱۸                    | ۶                     | ۲۹                    | ۱۸                    | ۸                     | ۱۳                    | ۱۶                    | - آرآی‌ای‌ای: ۲ پلاتین - ای‌آرآی‌ای: ۳ پلاتین - بی‌پی‌آی: طلا - GLF: 2× Platinum - IFPI DEN: Gold - IFPI NOR: Platinum - MC: 2× Platinum | دسته گل |
| "تشک آبی" (به همراه واتربد)                                              | ۲۰۱۵ | —                     | ۳۶                    | —                     | —                     | —                     | —                     | —                     | —                     | —                     | —                     | | دسته گل |
| "شکاف (فقط تو)" (با تییستو)                                              | ۲۰۱۵ | —                     | —                     | —                     | —                     | —                     | —                     | —                     | —                     | —                     | —                     | | —       |
| "تا زمانی که تو رفته بودی" (با ترینال به همراه امیلی ورن)                | ۲۰۱۵ | —                     | ۲۱                    | —                     | —                     | —                     | —                     | —                     | —                     | —                     | —                     | | دسته گل |
| "نیویورک سیتی"                                                           | ۲۰۱۵ | —                     | ۲۵                    | —                     | —                     | —                     | —                     | —                     | —                     | —                     | —                     | | دسته گل |
| "نذار سقوط کنم" (به همراه دایا (خواننده))                                | ۲۰۱۶ | ۳                     | ۱                     | ۳                     | ۶                     | ۴                     | ۱۵                    | ۵                     | ۵                     | ۵                     | ۲                     | - آرآی‌ای‌ای: ۲ پلاتین - ای‌آرآی‌ای: ۴ پلاتین - بی‌پی‌آی: پلاتین - GLF: 3× Platinum - IFPI DEN: Platinum - MC: Platinum                  | —       |
| "درونِ بیرون" (به همراه شارلی)                                            | ۲۰۱۶ | —                     | ۱۳                    | —                     | —                     | ۷۲                    | —                     | —                     | —                     | —                     | —                     | | —       |
| "نزدیک‌تر" (به همراه هالزی)                                               | ۲۰۱۶ | ۱                     | ۱                     | ۱                     | ۲                     | ۱                     | ۱                     | ۳                     | ۱                     | ۱                     | ۱                     | - آرآی‌ای‌ای: ۲ پلاتین - ای‌آرآی‌ای: ۲ پلاتین - بی‌پی‌آی: طلا - MC: Gold                                                                 | —       |
| "—" نشان‌دهندهٔ این است که آهنگ در جدول جای نگرفت یا در آن کشور منتشر نشد. |      |                       |                       |                       |                       |                       |                       |                       |                       |                       |                       | |         |